# ムーラン・ルージュ (映画)
『ムーラン・ルージュ』（Moulin Rouge!）は、2001年製作のオーストラリア・アメリカ合作映画。バズ・ラーマン監督。ラブ・ストーリーであり、ミュージカル映画。

## 概要
パリにあるキャバレー「ムーラン・ルージュ」を舞台に、踊り子と若き作家のラブストーリーが、ビートルズやエルトン・ジョン、マドンナなどの曲に乗せてつづられる。
目まぐるしい映像と、有名な楽曲の使い方に関して賛否が分かれるが、主演二人（ニコール・キッドマン、ユアン・マクレガー）の吹き替えなしの歌と、豪華なセット・衣装が話題になった。
キャッチコピーは「ふたりの愛、ひとつの運命。」・「パリ、1899年この街で、最も愛された一人の女… 彼女の名はサティーン」。

## ストーリー
英国出身の作家志望の若者クリスチャンは、父親に反対されながらもボヘミアンな世界に憧れて華の都パリのモンマルトルに出てきた。モンマルトル一角の安宿に部屋を取り、自由と愛に就いての物語を書こうと試みるが、いざ書こうとすると物語に出来るような恋愛経験が無いことに気付き、クリスチャンは途方に暮れた。
その時、天井を突き破って意識を失ったアルゼンチン人が落ちてくる。驚愕して穴の開いた天井を見上げると、キャバレーのムーラン・ルージュに雇われている作家のオードリーや新進気鋭の画家アンリ・ド・トゥールーズ＝ロートレック達がクリスチャンの部屋を覗き込んでいた。オードリー達はアルゼンチン人の様子はどうだ、明日までの原稿は完成するのかと大騒ぎ。トゥールーズ＝ロートレック達は、経営者のジドラーが電飾に凝りすぎたせいで経営が傾いた「ムーラン・ルージュ」の新たなパトロンを見付けるために新しい舞台を考えていたが、披露する歌の歌詞が決まらず、喧々囂々の状態だった。セットの上で彼らのやり取りを見守っていたクリスチャンは、思わず知らずのうちに、彼らが披露するつもりであるショーに完全にマッチした歌を披露した。トゥールーズ＝ロートレックらはこれほど完璧な歌を書ける人間はいないと絶賛し、オードリーに彼と一緒に歌を書いてくれないかと頼んだが、オードリーは見ず知らずの新人と一緒に書くことを拒否し出て行ってしまう。
これでクリスチャンを仲間に入れる障害がなくなったと見たトゥールーズ＝ロートレック達は、クリスチャンにアルゼンチン人が持っている最高のスーツを着せて、ムーラン・ルージュの花形スターであるサティーンに取り込んで、経営者のジドラーにクリスチャンを認めさせる計画を立てる。かくしてクリスチャンはトゥールーズ＝ロートレック達と共に歌を書くことになった。クリスチャンは生まれて初めてアブサンを飲み、完全な酩酊状態でムーラン・ルージュの舞踏会に潜り込むことになった。
ムーラン・ルージュでは多くの着飾ったカンカンのダンサーたちが舞踏を盛り上げ、高級娼婦で店のスターであるサティーンも出演する。サティーンは自分を本当の女優にしてくれると約束している公爵と2人きりで会うことを心待ちにしていたが、ちょっとした手違いから、クリスチャンを公爵だと勘違いしてしまう。クリスチャンはサティーンの目の前で自作の詩を朗読し、2人は恋に落ちてしまう。

## キャスト
| 役名                                   | 俳優                     | 日本語吹替 |
| -------------------------------------- | ------------------------ | ---------- |
| サティーン                             | ニコール・キッドマン     | 鈴木ほのか |
| クリスチャン                           | ユアン・マクレガー       | 宮本充     |
| アンリ・ド・トゥールーズ＝ロートレック | ジョン・レグイザモ       | 家中宏     |
| ハロルド・ジドラー                     | ジム・ブロードベント     | 辻萬長     |
| ウースター公爵                         | リチャード・ロクスバーグ | 山路和弘   |
| ナルコレプシーのアルゼンチン人         | ジャセック・コーマン     |            |
| ニニ                                   | キャロライン・オコナー   |            |
| マリー                                 | ケリー・ウォーカー       | 谷育子     |
| ドクター                               | ギャリー・マクドナルド   |            |
| オードリー                             | デビッド・ウェナム       |            |
| アブサンの妖精                         | カイリー・ミノーグ       |            |
| アブサンの妖精（笑い声）               | オジー・オズボーン       |            |
| ショコラ                               | デオビア・オパレイ       |            |

- その他の日本語吹き替え：山形ユキオ／水野龍司／松澤重雄／杉村理加／大川透／松谷彼哉／樫井笙人／小山武宏／石井康嗣／石住昭彦

## 制作
劇中の主人公2人とその恋物語は『椿姫』や『ラ・ボエーム』などを元に創作されたが、ハロルド・ジドラーやアンリ・ド・トゥールーズ＝ロートレック、エリック・サティ、キャバレー唯一の黒人男性ル・ショコラ、空中足のニニなどは実在した人物である。キャラクタの他にも、舞台や衣装は当時の写真や絵画を元に制作された。

## 音楽
ロマンティックで緩急に富んだ音楽はフィギュアスケートなどで使用されることが多く、髙橋大輔、キム・ヨナ、テッサ・ヴァーチュ/スコット・モイア組が公式大会のショートプログラムやエキシビジョン、アイスショーなどで使用したことがある。また、ファットボーイ・スリムの『Because We Can』は、『M-1グランプリ』の出囃子として使われたことから、日本では漫才を象徴する音楽としてテレビなどでよく使用されている。サウンドトラックは2種類が発売され、2001年5月に発表された『ムーラン・ルージュ オリジナル・サウンドトラック』、2002年2月に発表された『ミュージック・フロム・ムーラン・ルージュ2』では、作中のカバー曲を含めた多数の曲が公開された。

### 使用楽曲
以下「曲名 – キャスト（オリジナル／カバー）」の順。
- “Nature Boy” – トゥールーズ＝ロートレック（ナット・キング・コール／デヴィッド・ボウイ）
- “Complainte de la Butte モンマルトルの丘”（コラ・ヴォケール／ルーファス・ウェインライト）
- “Children of the Revolution” – トゥールーズ＝ロートレック、サティ（T・レックス）
- “The Sound of Music” – クリスチャン（メリー・マーティン／ジュリー・アンドリュース『サウンド・オブ・ミュージック』）
- “緑の妖精メドレー” – クリスチャン、ボヘミアンたち、緑の妖精
  - “The Sound of Music”（『サウンド・オブ・ミュージック』）
  - “Children of the Revolution”（T・レックス）
  - “Nature Boy”（ナット・キング・コール／デヴィッド・ボウイ）
- “ジドラーのラップメドレー” – ジドラー、ムーラン・ルージュ・ダンサーズ、クリスチャン、パトロンたち
  - “Lady Marmalade”（パティ・ラベル）
  - “ジドラーのラップ”
  - “Because We Can”（ファットボーイ・スリム）
  - “Smells Like Teen Spirit”（ニルヴァーナ）
- “Sparkling Diamonds”（リミックス） – サティーン、ムーラン・ルージュ・ダンサーズ
  - “Diamonds Are a Girl's Best Friend”（キャロル・チャニング／マリリン・モンロー『紳士は金髪がお好き』）
  - “Material Girl”（マドンナ）
- “Rhythm of the Night” – ムーラン・ルージュ・ダンサーズ（デバージ／ヴァレリア・アンドリューズ）
- “Sparkling Diamonds” (Reprise) – サティーン
- “Meet Me in the Red Room”（アミエル）
- “Your Song” – クリスチャン（エルトン・ジョン）
- “Your Song (Reprise)” – サティーン（エルトン・ジョン）
- “The Pitch - Spectacular Spectacular” – ジドラー、クリスチャン、サティーン、公爵、ボヘミアンたち（『天国と地獄』：オペレッタ『地獄のオルフェ』序曲第3部）
- “One Day I'll Fly Away” – サティーン、クリスチャン（ザ・クルセイダーズ／ランディ・クロフォード）
- “Elephant Love Medley” – クリスチャン、サティーン
  - <セリフのみ>
  - “Love is Like Oxygen”（スウィート）
  - “Love Is a Many-Splendored Thing”（サミー・ファイン）
  - “Up Where We Belong”（ジョー・コッカー&ジェニファー・ウォーンズ『愛と青春の旅立ち』）
  - <歌>
  - “All You Need Is Love”（ビートルズ）
  - “I Was Made for Lovin' You”（キッス）
  - “One More Night”（フィル・コリンズ）
  - “Pride”（U2）
  - “Don't Leave Me This Way”（ハロルド・メルヴィン&ザ・ブルー・ノーツ／セルマ・ヒューストン）
  - “Silly Love Songs” by Wings （ポール・マッカートニー）
  - “Up Where We Belong”（ジョー・コッカー&ジェニファー・ウォーンズ『愛と青春の旅立ち』）
  - “Heroes”（デヴィッド・ボウイ）
  - “I Will Always Love You”（ドリー・パートン／ホイットニー・ヒューストン）
  - “Your Song”（エルトン・ジョン）
- “Górecki” – サティーン（ラム）
- “Like a Virgin” – ジドラー、公爵、コーラスボーイズ（マドンナ）
- “Come What May” – クリスチャン、サティーン、アルゼンチン人 、スペクタキュラースペクタキュラーのキャスト
- “El Tango de Roxanne” リミックス – アルゼンチン人、クリスチャン、サティーン、公爵、ムーラン・ルージュ・ダンサーズ
  - “Roxanne”（ポリス）
  - “Tanguera” （マリアーノ・モーレス）
- “Fool to Believe” – サティーン
- “One Day I'll Fly Away (Reprise)” – サティーン、ジドラー
- “The Show Must Go On” – ジドラー, サティーン、ムーラン・ルージュの舞台係（クイーン）
- “Hindi Sad Diamonds メドレー” – トゥールーズ＝ロートレック、空中足のニニ、サティーン、スペクタキュラースペクタキュラーのキャスト
  - “Chamma Chamma”（アルカ・ヤグニック）
  - “Diamonds Are a Girl's Best Friend”
- “Come What May (Reprise)” – サティーンとクリスチャン
- “Coup d'État (Finale) クーデター” – クリスチャン、サティーン、スペクタキュラースペクタキュラーのキャスト
  - “Children of the Revolution”
  - “Your Song”
  - “One Day I'll Fly Away”
  - “Come What May”
- “Nature Boy (Reprise)” – トゥールーズ＝ロートレック、クリスチャン

## 受賞・ノミネート
前述の通り、目まぐるしい映像と有名な楽曲の使い方に関して賛否が分かれるが、 サティーンを演じたニコール・キッドマンがアカデミー主演女優賞にノミネートされるなど、批評家からは肯定的な評価を得た。
| 賞名                               | 部門                                               | 対象                                                   | 結果       |
| ---------------------------------- | -------------------------------------------------- | ------------------------------------------------------ | ---------- |
| オーストラリア映画協会賞 (第43回)  | 作品賞                                             | マーティン・ブラウン                                   | ノミネート |
| オーストラリア映画協会賞 (第43回)  | 作品賞                                             | フレッド・バロン                                       | ノミネート |
| オーストラリア映画協会賞 (第43回)  | 作品賞                                             | バズ・ラーマン                                         | ノミネート |
| オーストラリア映画協会賞 (第43回)  | 監督賞                                             | バズ・ラーマン                                         | ノミネート |
| オーストラリア映画協会賞 (第43回)  | 主演男優賞                                         | ユアン・マクレガー                                     | ノミネート |
| オーストラリア映画協会賞 (第43回)  | 主演女優賞                                         | ニコール・キッドマン                                   | ノミネート |
| オーストラリア映画協会賞 (第43回)  | 助演男優賞                                         | リチャード・ロクスバーグ                               | ノミネート |
| オーストラリア映画協会賞 (第43回)  | 撮影賞                                             | ドナルド・マカルパイン, ACS / ASC                      | 受賞       |
| オーストラリア映画協会賞 (第43回)  | 編集賞                                             | ジル・ブラック                                         | 受賞       |
| オーストラリア映画協会賞 (第43回)  | アカデミー歌曲賞                                   | アンディ・ネルソン                                     | 受賞       |
| オーストラリア映画協会賞 (第43回)  | アカデミー歌曲賞                                   | ロジャー・サベージ                                     | 受賞       |
| オーストラリア映画協会賞 (第43回)  | アカデミー歌曲賞                                   | Guntis Sics                                            | 受賞       |
| オーストラリア映画協会賞 (第43回)  | 美術賞                                             | キャサリン・マーティン                                 | 受賞       |
| オーストラリア映画協会賞 (第43回)  | 衣装デザイン賞                                     | キャサリン・マーティン                                 | 受賞       |
| オーストラリア映画協会賞 (第43回)  | 衣装デザイン賞                                     | アンガス・ストラティー                                 | 受賞       |
| アカデミー賞                       | 作品賞                                             | フレッド・バロン                                       | ノミネート |
| アカデミー賞                       | 作品賞                                             | マーティン・ブラウン                                   | ノミネート |
| アカデミー賞                       | 作品賞                                             | バズ・ラーマン                                         | ノミネート |
| アカデミー賞                       | 主演女優賞                                         | ニコール・キッドマン                                   | ノミネート |
| アカデミー賞                       | 編集賞                                             | ジル・ブラック                                         | ノミネート |
| アカデミー賞                       | 撮影賞                                             | ドナルド・マカルパイン                                 | ノミネート |
| アカデミー賞                       | 衣装デザイン賞                                     | アンガス・ストラティー                                 | 受賞       |
| アカデミー賞                       | 衣装デザイン賞                                     | キャサリン・マーティン                                 | 受賞       |
| アカデミー賞                       | 美術賞                                             | キャサリン・マーティン                                 | 受賞       |
| アカデミー賞                       | 美術賞                                             | ブリジット・ブロシュ                                   | 受賞       |
| アカデミー賞                       | ヘアメイク賞                                       | Maurizio Silvi                                         | ノミネート |
| アカデミー賞                       | ヘアメイク賞                                       | Aldo Signoretti                                        | ノミネート |
| アカデミー賞                       | 歌曲賞                                             | アンディ・ネルソン                                     | ノミネート |
| アカデミー賞                       | 歌曲賞                                             | アンナ・ベルマー                                       | ノミネート |
| アカデミー賞                       | 歌曲賞                                             | ロジャー・サベージ                                     | ノミネート |
| アカデミー賞                       | 歌曲賞                                             | Guntis Sics                                            | ノミネート |
| アメリカ映画編集者協会             | 最優秀長編映画編集賞（コメディ・ミュージカル部門） | ジル・ブラック                                         | 受賞       |
| 英国アカデミー賞                   | 作品賞                                             | フレッド・バロン                                       | ノミネート |
| 英国アカデミー賞                   | 作品賞                                             | マーティン・ブラウン                                   | ノミネート |
| 英国アカデミー賞                   | 作品賞                                             | バズ・ラーマン                                         | ノミネート |
| 英国アカデミー賞                   | 監督賞                                             | バズ・ラーマン                                         | ノミネート |
| 英国アカデミー賞                   | 脚本賞                                             | バズ・ラーマン                                         | ノミネート |
| 英国アカデミー賞                   | 脚本賞                                             | Craig Pearce                                           | ノミネート |
| 英国アカデミー賞                   | 助演男優賞                                         | ジム・ブロードベント                                   | 受賞       |
| 英国アカデミー賞                   | 撮影賞                                             | ドナルド・マカルパイン                                 | ノミネート |
| 英国アカデミー賞                   | 歌曲賞                                             | アンディ・ネルソン                                     | 受賞       |
| 英国アカデミー賞                   | 歌曲賞                                             | アンナ・ベルマー                                       | 受賞       |
| 英国アカデミー賞                   | 歌曲賞                                             | ロジャー・サベージ                                     | 受賞       |
| 英国アカデミー賞                   | 歌曲賞                                             | Guntis Sics                                            | 受賞       |
| 英国アカデミー賞                   | 作曲賞                                             | クレイグ・アームストロング                             | 受賞       |
| 英国アカデミー賞                   | 作曲賞                                             | Marius De Vries                                        | 受賞       |
| 英国アカデミー賞                   | 美術賞                                             | キャサリン・マーティン                                 | ノミネート |
| 英国アカデミー賞                   | 衣装デザイン賞                                     | キャサリン・マーティン                                 | ノミネート |
| 英国アカデミー賞                   | 衣装デザイン賞                                     | アンガス・ストラティー                                 | ノミネート |
| 英国アカデミー賞                   | 編集賞                                             | ジル・ブラック                                         | ノミネート |
| 英国アカデミー賞                   | 視覚効果賞                                         | クリス・ゴッドフリー                                   | ノミネート |
| 英国アカデミー賞                   | 視覚効果賞                                         | アンディ・ブラウン                                     | ノミネート |
| 英国アカデミー賞                   | 視覚効果賞                                         | ネイサン・マクギネス                                   | ノミネート |
| 英国アカデミー賞                   | 視覚効果賞                                         | ブライアン・コックス                                   | ノミネート |
| 英国アカデミー賞                   | メイクアップ＆ヘア賞賞                             | Maurizio Silvi                                         | ノミネート |
| 英国アカデミー賞                   | メイクアップ＆ヘア賞賞                             | Aldo Signoretti                                        | ノミネート |
| ゴールデングローブ賞               | 作品賞 (ミュージカル・コメディ部門)                | フレッド・バロン                                       | 受賞       |
| ゴールデングローブ賞               | 作品賞 (ミュージカル・コメディ部門)                | マーティン・ブラウン                                   | 受賞       |
| ゴールデングローブ賞               | 作品賞 (ミュージカル・コメディ部門)                | バズ・ラーマン                                         | 受賞       |
| ゴールデングローブ賞               | 監督賞                                             | バズ・ラーマン                                         | ノミネート |
| ゴールデングローブ賞               | 主演男優賞(ミュージカル・コメディ部門)             | ユアン・マクレガー                                     | ノミネート |
| ゴールデングローブ賞               | 主演女優賞(ミュージカル・コメディ部門)             | ニコール・キッドマン                                   | 受賞       |
| ゴールデングローブ賞               | 主題歌賞 ("Come What May")                         | デヴィッド・ベアウォルド                               | ノミネート |
| ゴールデングローブ賞               | 主題歌賞 ("Come What May")                         | ケヴィン・ギルバート                                   | ノミネート |
| ゴールデングローブ賞               | 作曲賞                                             | クレイグ・アームストロング                             | 受賞       |
| グラミー賞                         | Best Score Soundtrack for Visual Media             | クレイグ・アームストロング                             | ノミネート |
| MTVムービー・アワード              | 最優秀女優賞                                       | ニコール・キッドマン                                   | 受賞       |
| MTVムービー・アワード              | 最優秀ミュージカル・シーン賞                       | ユアン・マクレガー,ニコール・キッドマン                | 受賞       |
| MTVムービー・アワード              | ベスト・キス賞                                     | ユアン・マクレガー,ニコール・キッドマン                | ノミネート |
| MTVムービー・アワード              | ベスト・カメオ賞                                   | カイリー・ミノーグ                                     | ノミネート |
| ナショナル・ボード・オブ・レビュー | 作品賞                                             | フレッド・バロン, マーティン・ブラウン, バズ・ラーマン | 受賞       |
| 全米製作者組合                     | 作品賞                                             | フレッド・バロン, マーティン・ブラウン, バズ・ラーマン | 受賞       |
| サテライト賞                       | 作品賞                                             | フレッド・バロン                                       | ノミネート |
| サテライト賞                       | 作品賞                                             | マーティン・ブラウン                                   | ノミネート |
| サテライト賞                       | 作品賞                                             | バズ・ラーマン                                         | ノミネート |
| サテライト賞                       | 監督賞                                             | バズ・ラーマン                                         | 受賞       |
| サテライト賞                       | オリジナル脚本賞                                   | バズ・ラーマン                                         | ノミネート |
| サテライト賞                       | オリジナル脚本賞                                   | Craig Pearce                                           | ノミネート |
| サテライト賞                       | 主演男優賞                                         | ユアン・マクレガー                                     | 受賞       |
| サテライト賞                       | 主演女優賞                                         | ニコール・キッドマン                                   | 受賞       |
| サテライト賞                       | 作曲賞                                             | クレイグ・アームストロング                             | 受賞       |
| サテライト賞                       | 主題歌賞("Come What May")                          | デヴィッド・ベアウォルド                               | ノミネート |
| サテライト賞                       | 主題歌賞("Come What May")                          | ケヴィン・ギルバート                                   | ノミネート |
| サテライト賞                       | 撮影賞                                             | ドナルド・マカルパイン                                 | ノミネート |
| サテライト賞                       | 編集賞                                             | ジル・ブラック                                         | ノミネート |
| サテライト賞                       | 視覚効果賞                                         | クリス・ゴッドフリー                                   | ノミネート |
| サテライト賞                       | 視覚効果賞                                         | アンディ・ブラウン                                     | ノミネート |
| サテライト賞                       | 視覚効果賞                                         | ネイサン・マクギネス                                   | ノミネート |
| サテライト賞                       | 視覚効果賞                                         | ブライアン・コックス                                   | ノミネート |
| サテライト賞                       | 美術賞                                             | キャサリン・マーティン                                 | 受賞       |
| サテライト賞                       | 衣装デザイン賞                                     | キャサリン・マーティン                                 | 受賞       |
| サテライト賞                       | 衣装デザイン賞                                     | アンガス・ストラティー                                 | 受賞       |
| サテライト賞                       | 音楽賞                                             | アンディ・ネルソン                                     | ノミネート |
| サテライト賞                       | 音楽賞                                             | アンナ・ベルマー                                       | ノミネート |
| サテライト賞                       | 音楽賞                                             | ロジャー・サベージ                                     | ノミネート |
| サテライト賞                       | 音楽賞                                             | Guntis Sics                                            | ノミネート |